# Библия Франциска Скорины
Би́блия Франци́ска Скори́ны, изданная Франциском Скориной в Праге в 1517—1519 годы, стала первым печатным изданием на церковнославянском языке в восточнославянском мире.

## История

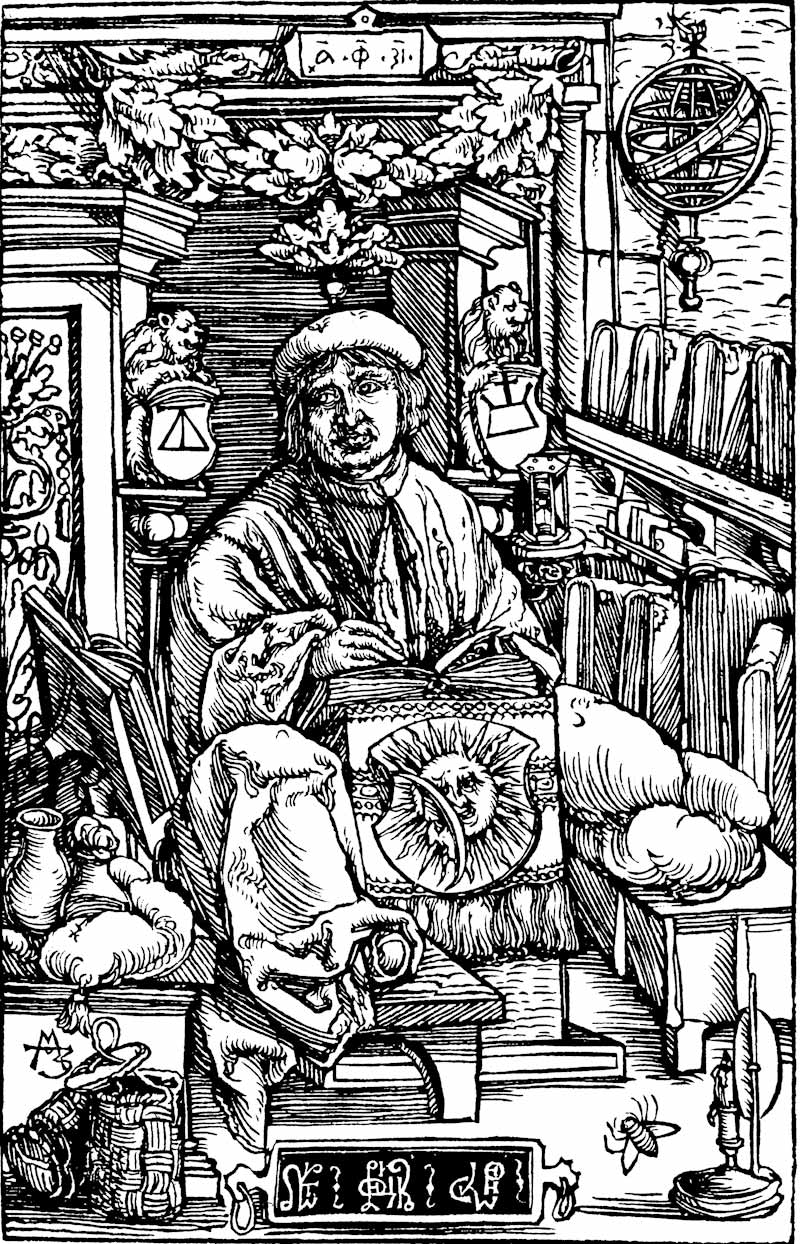
Гравюрный портрет Франциска Скорины из Библии

В 1517 году Франциск Скорина основал в Праге типографию и 6 августа выпустил в ней «Псалтырь». Затем в течение этого и двух следующих лет здесь же выпустил ещё двадцать две книги Библии. У всех выпущенных книг был общий заголовок «Библия Руска, выложена доктором Франциском Скориною из славного града Полоцка, Богу ко чти и людем посполитым к доброму научению».
Около 1520 года Скорина вернулся на родину и перевёз вместе с собой типографское оборудование. Здесь в Вильне в 1525 году он выпустил книгу «Апостол».
Тираж книг доходил до полутысячи, а всего в пражской типографии Скорина выпустил около десяти тысяч книг, однако на сегодняшний день известно всего о 258 сохранившихся книгах печатника.

### Перевод
Язык перевода Скорины исследователями относится к белорусской редакции церковнославянского языка. В качестве оригинала для перевода использовался изданный в 1506 году в Венеции чешский перевод Библии.

Я, Францишек, Скоринин сын с Полоцька, в лекарскых науках доктор, повелел есми Псалтырю тиснути рускыми словами а словенскым языком.
— Sebastian Kempgen. Die slavischen Sprachen / The Slavic Languages. — Гёттинген: Walter de Gruyter GmbH & Co KG, 2014.
Как переводчик Скорина стремился сделать издание, доступное для чтения «всякого человека простого и посполитого», не связанного с церковной иерархией, поэтому язык перевода приближен к народному, а издания дополнены предисловиями, краткими содержаниями глав, сносками на полях и 39 гравюрами (по подсчетам Н. Н. Щекотихина).

## Описание
К каждой из книг Скорина добавлял собственные предисловия с разнообразными сведениями по истории, географии, культуре и краткий перевод содержания. На полях давалось объяснение непонятных слов, а также ссылки на параллельные места. Впервые в кириллическом книгопечатании Скорина ввёл титульный лист, фолиацию страниц, промежутки между словами и отступы-абзацы, а также отказался от сокращения слов. Размеры изданий Скорины свидетельствуют о том, что его Библия предназначалась для ежедневного чтения, а не для литургических целей. Если напрестольные Евангелия в то время делались «в лист», то книги Скорины были напечатаны «в четвёрку», а то и в «восьмёрку» (то есть в 4 или 8 раз меньше), что делало их удобными в пользовании.
В первую западнорусскую Библию издатель включил 51 иллюстрацию, около 30 заставок и около 1000 инициалов. Степень участия Франциска Скорины в создании гравюр остаётся неопределённой. По преобладающему мнению, Скорина скорее всего был рисовальщиком отдельных гравюр, мог играть роль консультанта. Ему, безусловно, принадлежат все подписи к иллюстрациям, рисунок шрифта Библии, который не мог быть произведён без предварительных эскизов Скорины.

## Значение
Книги Скорины заложили фундамент для нормирования западнорусского литературного языка и стали вторым переводом Библии на один из славянских языков после чешского. Кандидат филологических наук И. Будько отмечает, что священный текст не мог быть написан «просто», а должен был соответствовать высокой книжной стилистике. Теолог и доктор философии Ирина Дубенецкая также отмечает, что «Библия» Франциска Скорины переведена «не на живой язык», что было одной из причин того, почему издание печатника не сыграло большой культуротворческой роли для тогдашних белорусских земель.
Несмотря на сдержанную, а порой и враждебную реакцию православного духовенства, переводы Скорины широко разошлись по Великому княжеству Литовскому. Безуспешно закончилась попытка распространить в 1525 году пражское издание в Русском государстве. В 1534 году Франциск Скорина предпринял поездку в Великое княжество Московское, откуда его изгнали как католика. Из польского документа от 1552 года короля польского и великого князя литовского Сигизмунда II Августа к Альберту Кричке, своему послу в Риме при папе Юлии III следует, что книги Скорины в Москве были сожжены за латинство. В течение всего XVI века имя белорусского первопечатника было запрещено. Издательскую деятельность Скорины критиковал православный князь Андрей Курбский, причем уже после своей эмиграции из Москвы. Показательно, что Иван Фёдоров и Пётр Мстиславец при издании в Заблудове «Евангелия учительного», как следует из предисловия, вначале готовили его на западнорусском языке, вероятно, в переводе Франциска Скорины. На него ссылались в своих работах Симон Будный и Василий Тяпинский. Первый протестантский пастор Пруссии Пауль Сператус бережно хранил «Псалтырь» из «Малой подорожной книжки».
Библия Франциска Скорины оказала серьёзное влияние на развитие белорусского языка. Написанная не церковным и не академическим языком, Библия Скорины сделала культуру более доступной для более широких слоёв общества, способствовала целям просвещения. Также в дальнейшем она повлияла и на борьбу белорусских мыслителей за сохранение родного языка.

## Книги

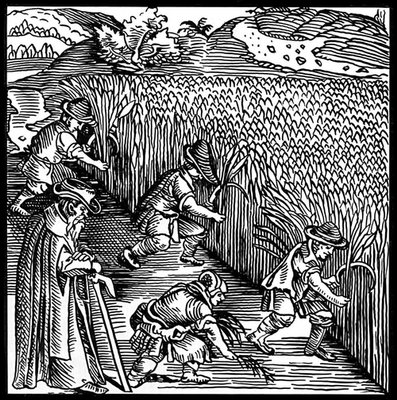
Гравюра из книги Руфи

### 1517 год
- Псалтырь — на сайте РГБ, неполная с 15 псалма по 8 песнь Священного писания
- Книга Иова — на сайте РГБ
- Притчи Соломоновы — на сайте РГБ
- Книга Премудрости Иисуса, сына Сирахова — на сайте РГБ

### 1518 год
- Книга Екклезиаста, или Проповедника — на сайте РГБ
- Песнь песней Соломона — на сайте РГБ
- Книга Премудрости Соломона — на сайте РГБ
- Четыре книги Царств — на сайте РГБ
- Книга Иисуса Навина — на сайте РГБ

### 1519 год
- Книга Иудифи — на сайте РГБ
- Бытие — на сайте РГБ
- Исход — на сайте РГБ
- Левит — на сайте РГБ
- Числа — на сайте РГБ
- Второзаконие — на сайте РГБ
- Книга Руфи
- Книга пророка Даниила — на сайте РГБ
- Книга Есфири — на сайте РГБ
- Плач Иеремии — на сайте РГБ
- Книга Судей Израилевых — на сайте РГБ

### 1525 год
- Апостол — на сайте РГБ

## На монетах
В 2017 году банк Литвы выпустил памятную монету достоинством в 20 евро в честь 500-летия со дня издания.